# Tafelboormachine
Een tafelboormachine of kolomboormachine is een vast opgestelde boormachine, waarmee nauwkeurig boorwerk verricht kan worden. Als alternatief kan ook een boorstandaard worden gebruikt waarin een gewone boormachine kan worden geplaatst. 
De machine is voorzien van een stevige voetplaat die met bouten op een tafel of ander solide onderstel bevestigd is. Loodrecht op de voetplaat is een stalen kolom gemonteerd. Meestal zijn ze voorzien van een spantafel die in hoogte versteld kan worden met behulp van een tandheugel aan de kolom en een slinger met rondsel aan de spantafel. Zodra de juiste hoogte is ingesteld kan de tafel vastgezet worden met een kleminrichting op de kolom. 
Boven op de kolom is het mechanisch gedeelte bevestigd, bestaande uit een elektromotor, de aandrijving, en de boorspil met boorhouder. De aandrijving van de boorspil gebeurt vanaf de elektromotor via een tandwielkast en/of een V-snaaroverbrenging. Door middel van de handels van de tandwielkast, of door de V-snaar op een andere riemschijf te plaatsen, kan een ander toerental van de boorspil gerealiseerd worden, aangepast aan het te boren materiaal. De boorspil kan tijdens het boren, middels een tandheugelconstructie, met een hefboom omlaag en omhoog bewogen worden. De boordiepte in het werkstuk kan op de meeste boormachines worden ingesteld. Deze voorziening bevindt zich aan de voor- of zijkant van de machine. Zowel op de voetplaat als op de spantafel kan een machineklem geplaatst worden voor het vastklemmen van de te boren werkstukken. Werkstukken die te groot zijn voor een machineklem kunnen ook rechtstreeks met behulp van kikkerplaten (klemplaten) op de spantafel of voetplaat worden vastgezet. 
Bijzonder zware uitvoeringen worden niet op een tafel gemonteerd maar staan met de voet rechtstreeks op de grond; deze worden kolomboormachine genoemd.

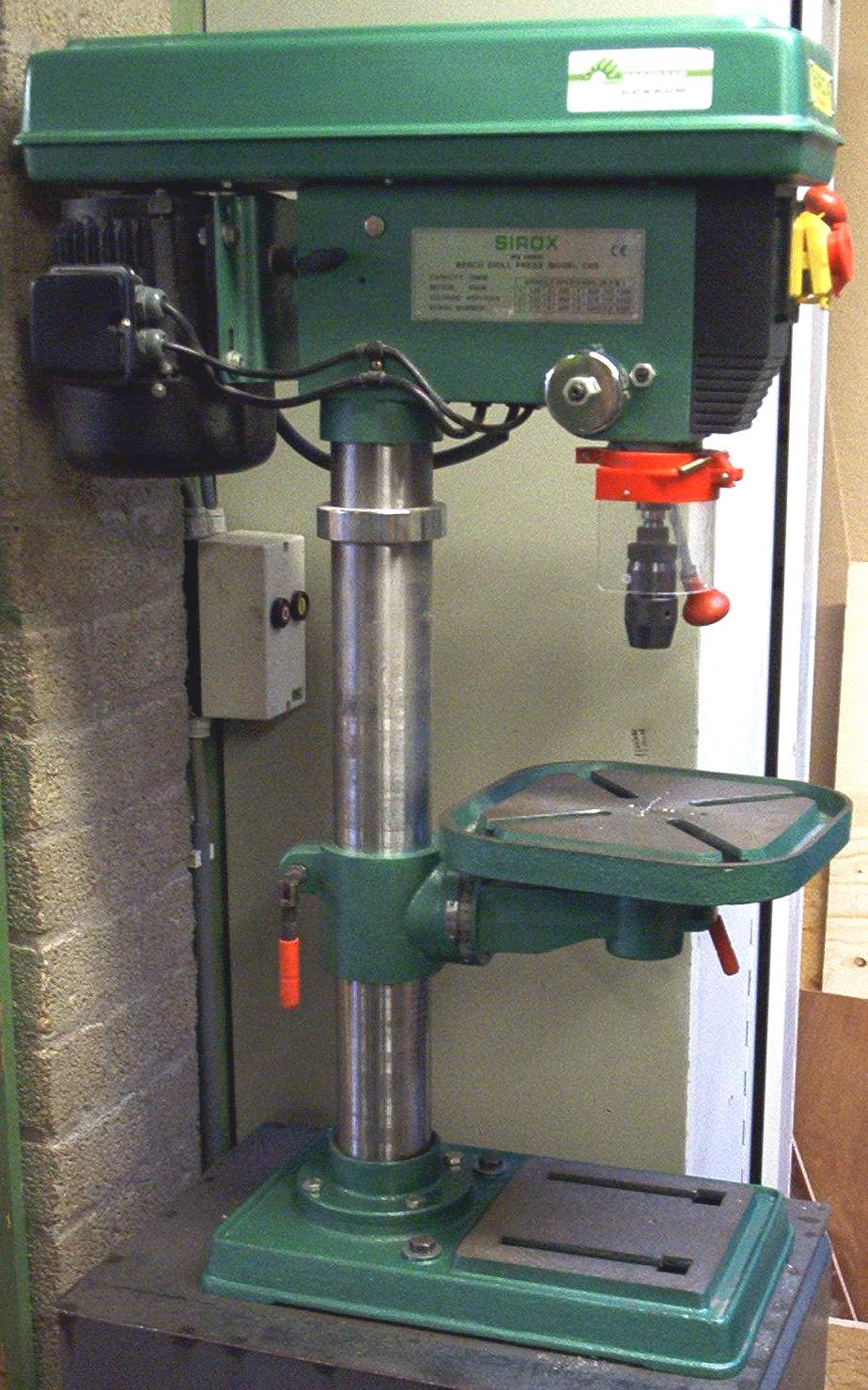
Tafelboormachine
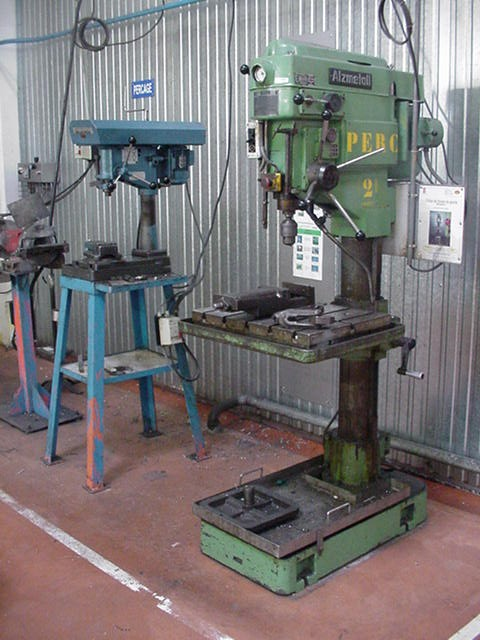
Tafelboormachine (links), kolomboormachine (rechts)
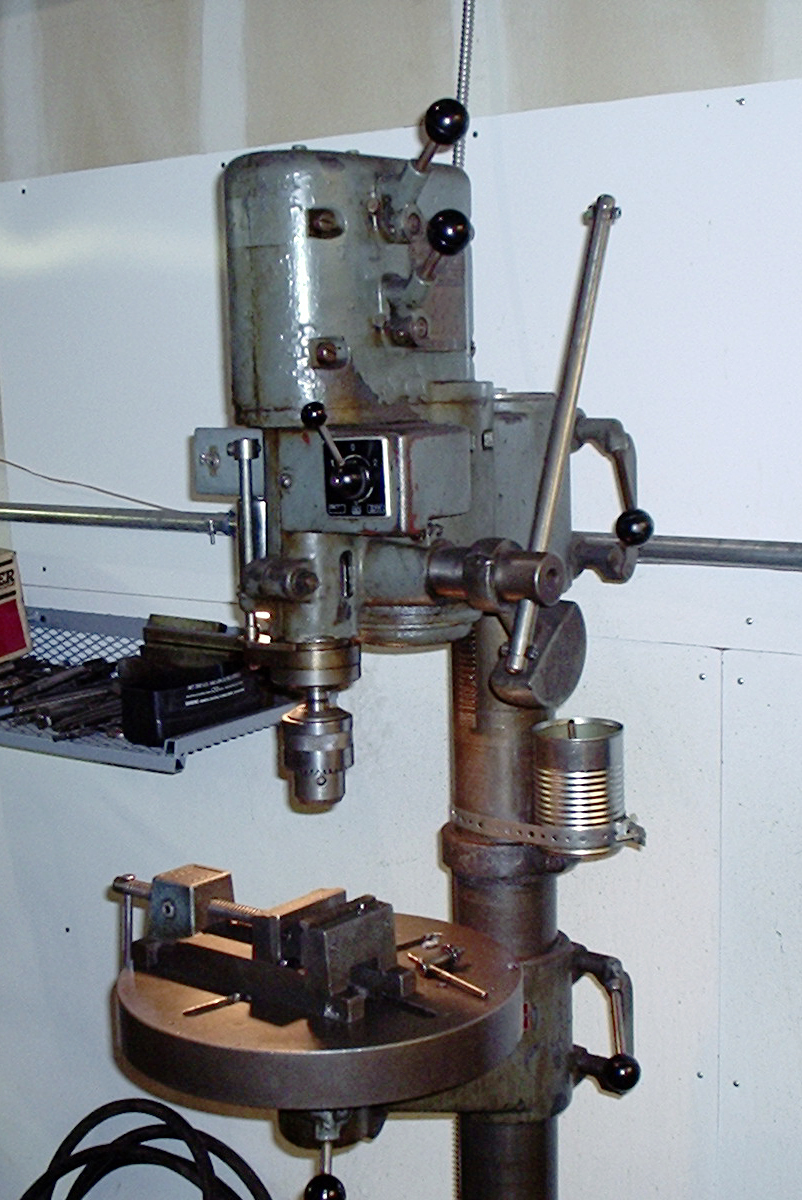
Aandrijving van de boorspil door middel van tandwielkast